# Revolta do Leste
Revolta do Leste (RDL) era una organització independentista angolesa que va lluitar a la Guerra de la Independència d'Angola contra Portugal sota el lideratge de Daniel Chipenda. El RDL obtenia el seu suport del grup ètnic ovimbundu.
Al maig de 1966 Chipenda, llavors membre del Moviment Popular per a l'Alliberament d'Angola (MPLA), va establir el Front de l'Est, augmentant significativament l'abast del MPLA a Angola. Quan el FE es va esfondrar, Chipenda i el líder del MPLA Agostinho Neto se'n van culpar mútuament. El 1972, la Unió Soviètica es va aliar amb la facció de Chipenda, donant-li l'ajuda. Revolta de l'Est també va rebre ajuda dels governs de Zàmbia i Sud-àfrica. Chipenda va deixar el MPLA en 1973, fundant Revolta do Leste amb 1.500 antics seguidors del MPLA. Es va oposar al lideratge mestiço del MPLA i desconfiava de la Unió Soviètica malgrat el seu suport.
En 1973 el govern de la Unió Soviètica convidà Neto a Moscou i li va dir que Chipenda planejava assassinar-lo. Encara que Chipenda es va unir al Front Nacional d'Alliberament d'Angola (FNLA) en setembre de 1974 l'existència de Revolta do Leste va continuar i les seves forces lluitaren contra el MPLA en febrer de 1975.